# Kristdemokratiskt centrum
Kristdemokratiskt centrum, Centro Cristiano Democratico (CCD) var ett italienskt politiskt parti, bildat den 18 januari 1994 av Pier Ferdinando Casini, Clemente Mastella och andra inom högerflygeln i det nyligen upplösta Democrazia Cristiana (DC).
CCD allierade sig i parlamentsvalet samma år med Forza Italia i tre olika valallianser:
Frihetens pelare i norra Italien bildade, Polo del Buon Governo i Syditalien och en gemensam lista i den proportionella delen av valet.
CCD fick 40 mandat och kom att ingå i Berlusconis första regering, som dock snart föll sedan Lega Nord dragit undan sitt stöd till densamma.
I valet 1996 hade CCD en valkartell med Förenade kristdemokrater (CDU), som erövrade 5,8 % och 50 parlamentariker. De tilltänkta regeringspartnerna tappade dock mark och man förblev i opposition.
Under mandatperioden 1996-2001 lämnade Clemente Mastella och några andra parlamentariker partiet och bildade, tillsammans med CDU, Demokratiska Unionen för Republiken  . Detta parti splittrades dock snart, Mastella bildade Popolari UDEUR samtidigt som CDU återuppstod som allianspartner till CCD.
CDU och CCD fick 2001 tillsammans 3,2 % av rösterna, en svag tillbakagång. Men som del av den större valalliansen Frihetens hus kom man ändå att ingå i den blivande regeringen.
2002 gick CCD, CDU och Democrazia Europea (DE) ihop i ett nytt parti, under navnet, Unione dei Democratici Cristiani e di Centro (UDC).